# Journal of the American Statistical Association
Das Journal of the American Statistical Association (JASA) ist eine wissenschaftliche Fachzeitschrift für das Fachgebiet Statistik. Sie wird von der American Statistical Association herausgegeben und erscheint vierteljährlich im US-amerikanischen Verlag Taylor & Francis.
Die Zeitschrift erschien seit 1888 unter dem Namen Publications of the American Statistical Association. ab 1912 als Quarterly publications of the American Statistical Association. Den heutigen Namen trägt sie seit 1922.

## Redaktion
Die Redaktion ist unterteilt in eine Gruppe für Anwendungen und Fallstudien, eine Gruppe für Theorie und Methoden sowie eine dritte Gruppe für Übersichten. Koordinierender (Chef-)Redakteur ist zurzeit (2020) Heping Zhang, Yale University.

## Rezeption
Eine Studie der französischen Ökonomen Pierre-Phillippe Combes und Laurent Linnemer sortierte das Journal mit Rang 56 von 600 wirtschaftswissenschaftlichen Zeitschriften in die drittbeste Kategorie A ein. Im Jahr 2017 hatte sie einen Impact-Faktor von 2,297; 2019: 3,989.